# Presidencia de Bill Clinton
La presidencia de Bill Clinton como el 42.º presidente de los Estados Unidos comenzó con su primer toma de posesión el 20 de enero de 1993 y finalizó el 20 de enero de 2001. Clinton, un demócrata de Arkansas, asumió el cargo luego de una victoria electoral decisiva sobre el entonces presidente republicano George HW Bush y el empresario independiente Ross Perot en 1992 . Cuatro años más tarde, en 1996, derrotó nuevamente a Perot (en ese entonces candidato del Partido Reformista ) y al republicano Bob Dole, siendo reelegido. En ningunas de esas dos elecciones obtuvo la mayoría absoluta del voto popular. Clinton fue reemplazado por el republicano George W. Bush, quien ganó las elecciones presidenciales de 2000 .
Estados Unidos experimentó un extenso período de prosperidad económica durante la presidencia de Clinton. Si bien la economía se mantuvo fuerte, su presidencia fluctuó dramáticamente para bien y para mal, que el historiador Gil Troy caracterizó en seis actos. El Acto I, ocurrido durante inicios de 1993 se denominó "Bush League", sin mayor progreso. A mediados de 1993, Clinton pasó al más exitoso Acto II, aprobando un presupuesto equilibrado y el acuerdo comercial NAFTA. El Acto III, de 1994, vio a los republicanos tomar el control de la Cámara de Representantes por primera vez en cuarenta años y bloqueando la reforma sanitaria de Clinton. De 1995 a 1997  en el Acto IV ocurrió la victoria aplastante de Clinton, siendo reelegido. Sin embargo, el Acto V, el escándalo Lewinsky y el juicio político hicieron de 1998 un año desastroso. Clinton concluyó felizmente con el Acto VI al aprobarse su reforma al sistema bancario en 1999.
Meses después de su primer mandato, Clinton firmó la Ley de Reconciliación Presupuestaria Ómnibus de 1993, que aumentó los impuestos y sentó las bases para futuros superávits presupuestarios. También firmó la Ley bipartidista de Control de Delitos Violentos y Aplicación de la Ley y obtuvo la aprobación del Tratado de Libre Comercio de América del Norte (TLCAN), a pesar de la oposición de los sindicatos y los ambientalistas. La propuesta más ambiciosa de Clinton, un plan para brindar atención médica universal, fracasó: nunca tuvo el apoyo de la mayoría en el Congreso. En las elecciones de 1994, la Revolución Republicana barrió el país. Clinton vetó muchas de las políticas republicanas, como las restricciones al aborto. Reunió una coalición bipartidista para aprobar la reforma de la asistencia social y ampliar el seguro de salud para los niños .
En política exterior, Clinton ordenó una gran campaña de bombardeos en los Balcanes, que condujo a la creación de un protectorado de las Naciones Unidas en Kosovo. Desempeñó un papel importante en la expansión de la OTAN a los países del antiguo bloque del Este, pero se mantuvo en buenos términos con el presidente ruso, Boris Yeltsin. Durante su segundo mandato, Clinton se centró en la desregulación de la industria financiera y la industria de las telecomunicaciones. Durante el segundo mandato de Clinton, Estados Unidos tuvo los primeros superávits presupuestarios desde la década de 1960, pero este logro se vio parcialmente eclipsado por el juicio político en contra suya en 1998. Su acusación surgió después de que negó haber tenido relaciones sexuales con una becaria de la Casa Blanca, Monica Lewinsky bajo juramento y le dijo a Lewinsky que hiciera lo mismo. Aunque la Cámara de Representantes votó a favor de acusar a Clinton, el Senado lo absolvió de todos los cargos. Nombró a Ruth Bader Ginsburg y Stephen Breyer para la Corte Suprema de los Estados Unidos.
Clinton dejó el cargo con altos índices de aprobación, aunque su sucesor, el vicepresidente Al Gore, fue derrotado por un estrecho margen en el Colegio Electoral por George W. Bush en las polémicas elecciones presidenciales de 2000 (aunque Al Gore ganó el voto popular). Los historiadores y politólogos tienden a clasificar a Clinton como un presidente por encima del promedio.

## Elecciones de 1992
La popularidad del presidente George HW Bush después de la exitosa Guerra del Golfo de 1991 convenció a muchos demócratas destacados de no participar en las elecciones presidenciales de 1992. Con líderes de partido como Mario Cuomo y Dick Gephardt al margen de la carrera, el campo de las primarias demócratas de 1992 estuvo formado por candidatos relativamente desconocidos. Entre los que buscaron la nominación demócrata estaban el exsenador Paul Tsongas de Massachusetts, el exgobernador Jerry Brown de California y Bill Clinton, quien se había desempeñado como gobernador de Arkansas desde 1983. Clinton emergió como el principal candidato para la nominación después de la primera serie de primarias en febrero de 1992. Clinton, miembro fundador del centrista Consejo de Liderazgo Demócrata, superó la oposición de demócratas más liberales como Brown y logró la nominación demócrata en abril de 1992.

El voto del colegio electoral de 1992

Bush derrotó un desafío del comentarista conservador Pat Buchanan para ganar la nominación de su partido. Mientras tanto, el candidato independiente Ross Perot, un empresario multimillonario de Texas, emergió como un factor importante en la contienda. Perot realizó una campaña populista que se centró en los votantes desilusionados con ambos partidos y enfatizó su oposición al Tratado de Libre Comercio de América del Norte y su deseo de equilibrar el presupuesto federal . Las encuestas realizadas a principios de junio de 1992 mostraban a Bush liderando la carrera, seguido por Perot y luego por Clinton. De julio a septiembre, Perot se retiró temporalmente de la carrera, lo que provocó un grave daño a su candidatura. En la Convención Nacional Demócrata de 1992, Clinton seleccionó al senador Al Gore de Tennessee como su compañero de fórmula, y la exitosa convención ayudó a unificar a los demócratas detrás de Clinton. Mientras que la Convención Nacional Republicana de 1992 puso un gran énfasis en los temas sociales, la campaña de Clinton se centró en el estado de la economía, que aún estaba saliendo de la recesión de principios de la década de 1990.
El día de las elecciones, Clinton obtuvo el 43% del voto popular y una amplia mayoría en el Colegio Electoral . Bush ganó el 37,4% del voto popular, mientras que Perot obtuvo el 18,9%, la mejor actuación de un tercer partido o candidato presidencial independiente desde las elecciones de 1912 . Estudios posteriores mostraron que Perot atrajo a sus votantes aproximadamente por igual de Clinton y Bush. La victoria de Clinton incluyó una barrida del noreste de los Estados Unidos, y también ganó varios estados en el medio oeste, el oeste y el sur . Con mucho, la decepción de los votantes con la economía fue el principal favor de votar en contra del titular, siendo el aborto un factor menor. En las elecciones legislativas simultáneas, los demócratas mantuvieron el control de ambas cámaras del Congreso.
Clinton utilizó su discurso inaugural para hacer frente a su mandato incierto de los votantes y la falta de experiencia nacional. Se basó en gran medida en su estudio de toda la vida de la Biblia protestante, su educación en la Universidad Católica de Georgetown y los discursos inaugurales de Ronald Reagan, Richard Nixon, John Kennedy, Jimmy Carter y Woodrow Wilson.

## Administración
Mack McLarty, un amigo de mucho tiempo de Clinton que había llevado una exitosa carrera empresarial y se había desempeñado como presidente del Partido Demócrata de Arkansas, se convirtió en el primer jefe de gabinete de Clinton. Clinton convenció a Lloyd Bentsen, un veterano senador de Texas y candidato demócrata a la vicepresidencia en 1988, para que se desempeñara como su primer secretario del Tesoro. Al comienzo del primer mandato de Clinton, Bentsen, el director de la OMB, Leon Panetta, el secretario de Trabajo, Robert Reich, y el coordinador de políticas, Robert Rubin, eran los principales asesores económicos de Clinton. El equipo de política exterior del primer mandato de Clinton estuvo dirigido por el asesor de seguridad nacional Anthony Lake y el secretario de Estado Warren Christopher, quienes habían servido en la administración Carter. El vicepresidente Gore y la primera dama Hillary Clinton surgieron como dos de las figuras más influyentes de la administración Clinton, y Clinton solicitó sus opiniones sobre una amplia gama de temas.
Clinton decidió nombrar a la primera mujer Fiscal General, decidiéndose por la poco conocida abogada corporativa Zoë Baird . En lo que se conoció como el asunto Nannygate, el Comité Judicial del Senado reveló que Baird había contratado a una pareja peruana, ambos inmigrantes indocumentados, para trabajar en su casa. Baird retiró su nominación y Clinton luego eligió a Kimba Wood, quien rápidamente se vio obligada a retirarse debido a problemas algo similares. Janet Reno, fiscal del estado de Florida, fue nominada para fiscal general unas semanas más tarde y obtuvo la confirmación en marzo de 1993. Después de experimentar dificultades con estas nominaciones, así como con la de Lani Guinier, Clinton incorporó a David Gergen, quien anteriormente había servido en administraciones republicanas, para que se desempeñara como Consejero del Presidente. El secretario de Defensa Les Aspin renunció después de la Batalla de Mogadishu y fue sucedido por William Perry. Bentsen y McLarty también dejaron el cargo en 1994 y fueron reemplazados por Rubin y Panetta, respectivamente.
Después de la reelección de Clinton, Panetta renunció y fue reemplazado por el ex subjefe de gabinete Erskine Bowles . Madeleine Albright se convirtió en la primera mujer Secretaria de Estado, Sandy Berger sucedió a Lake como Consejera de Seguridad Nacional y el exsenador republicano William Cohen se convirtió en Secretario de Defensa. Según el reportero John Harris, la estrecha relación de Berger con Clinton lo convirtió en la principal figura de política exterior del segundo mandato de Clinton, así como en el asesor de seguridad nacional más influyente desde Henry Kissinger . John Podesta asumió el cargo de Jefe de Gabinete en 1998, mientras que Lawrence Summers reemplazó a Rubin como Secretario del Tesoro en 1999.

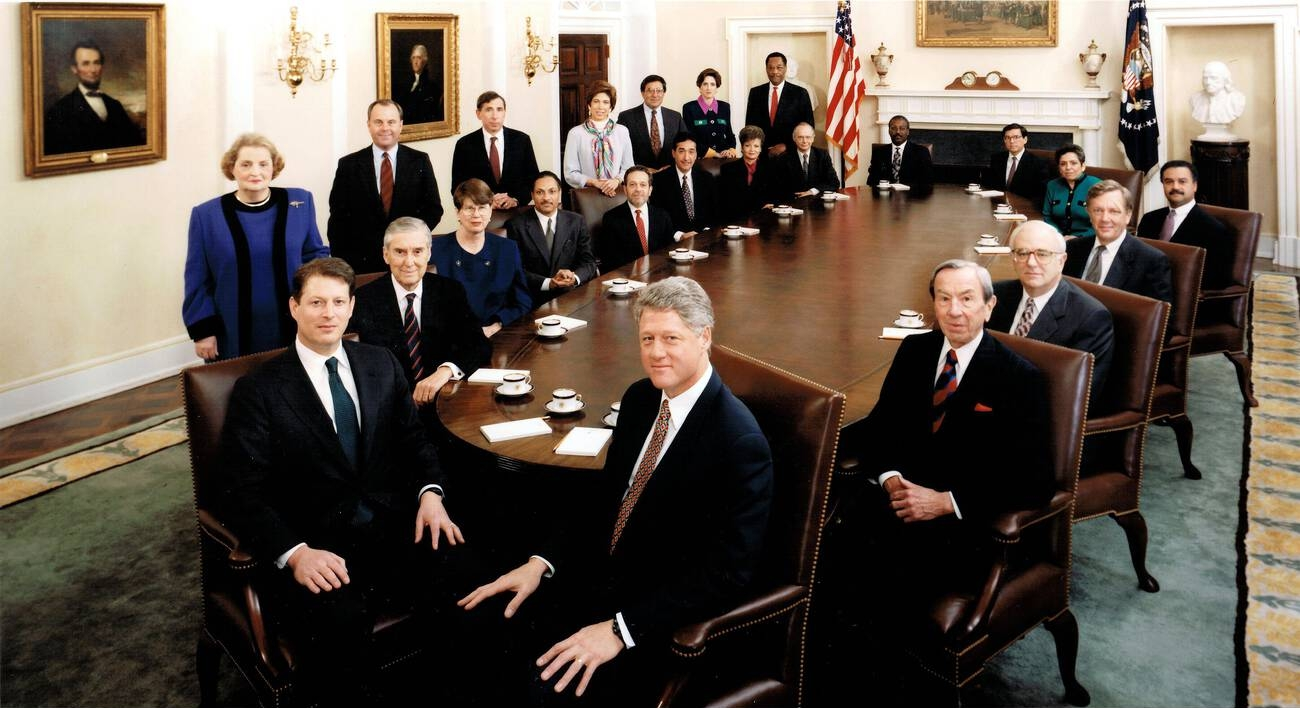
Gabinete del presidente Clinton, 1993. El presidente está sentado al frente a la derecha, con el vicepresidente Al Gore sentado al frente a la izquierda.

## Nombramientos judiciales

### Corte Suprema
Clinton nombró a dos jueces para la Corte Suprema. La primera vacante surgió en marzo de 1993, cuando el juez asociado Byron White informó a Clinton de su retiro inminente. Clinton consideró a varios líderes políticos nominados como Mario Cuomo y el secretario del Interior Bruce Babbitt, a quienes creía que podrían convertirse en líderes en la corte de manera similar a Earl Warren. Después de semanas de consideración, Clinton comenzó a favorecer el nombramiento de un jurista experimentado, y realizó entrevistas con Stephen Breyer y Ruth Bader Ginsburg, quienes se desempeñaron como jueces federales de apelación. Clinton anunció la nominación de Ginsburg en junio de 1993 y fue confirmada por el Senado dos meses después, convirtiéndola en la segunda mujer en servir en la Corte Suprema junto a Sandra Day O'Connor . Harry Blackmun se retiró en 1994 y Clinton nominó con éxito a Breyer para suceder a Blackmun. Los nombramientos no afectaron en gran medida el equilibrio ideológico de la Corte Rehnquist, ya que los conservadores continuaron teniendo una estrecha mayoría en la Corte Suprema.